# Marco Pfiffner
Marco Pfiffner (* 25. března 1994 Walenstadt) je lichtenštejnský alpský lyžař. Na Zimních olympijských hrách 2014 závodil ve slalomu, v němž se umístil na 24. místě a obřím slalomu kde obsadil 42. místo. Na Zimních olympijských hrách 2018 byl vlajkonošem lichtenštejnské výpravy. Následně závodil ve sjezdu v němž obsadil 43. místo, v super G kde dosáhl na 36. místo, alpskou kombinaci nedokončil. Obřího slalomu se nezúčastnil a ve slalomu skončil 25 místě.